# 斎藤行三
斎藤 行三（さいとう こうぞう、1882年（明治15年）12月 - 没年不詳）は、日本の内務・警察官僚。官選佐賀県知事。

## 経歴
宮城県出身。斎藤桂太郎の長男として生まれる。第二高等学校を卒業。1908年、東京帝国大学法科大学政治学科を卒業。同年11月、文官高等試験行政科試験に合格。1909年、内務省に入省し東京府属となる。
以後、岩手県江刺郡長、同稗貫郡長、岩手県警察部長、富山県警察部長、兵庫県警察部長、福岡県警察部長、奈良県内務部長、熊本県内務部長などを歴任した。
1924年7月23日、佐賀県知事に就任。1926年、神埼実業銀行・古賀銀行の休業対策などに尽力。同年9月28日に知事を休職。1927年3月31日に依願免本官となり退官した。

## 親族
- 妻 斎藤恒（衆議院議員・芳野世経の五女）[1]